# Nume
Le nume (ou tarasag) est une langue parlée par 700 personnes au nord du Vanuatu dans le nord-est de l’île Gaua, dans les îles Banks. 
Comme toutes les langues autochtones du Vanuatu, le nume appartient au groupe des langues océaniennes, lui-même une branche de la grande famille des langues austronésiennes.

## Phonologie

### Voyelles
Le nume a sept voyelles.
|             | Antérieures | Centrale | Postérieures |
| ----------- | ----------- | -------- | ------------ |
| Fermées     | [i]         |          | [u]          |
| Mi-fermées  | [ɪ]         |          | [ʊ]          |
| Mi-ouvertes | [ɛ]         |          | [ɔ]          |
| Ouverte     |             | [a]      |              |